# Edmund Stierschneider
Edmund Stierschneider  (* 6. November 1911 in Wien; † 6. September 1995 in Salzburg) war ein österreichischer Maler, Kunstlehrer und Zeitungsverleger.

## Leben
Im Alter von 6 Wochen übersiedelte die Familie von Wien nach Hallein, sein Vater Franz Stierschneider übernahm eine Lehrerstelle an der Fachschule für Holz- und Steinbearbeitung in der Salinenstadt an der Salzach. Nach seiner Volksschulzeit in Hallein besuchte er bis 1929 die Realschule Salzburg. Anschließend studierte er fünf Jahre an der Akademie der bildenden Künste Wien bei Wilhelm Dachauer Malerei und Ferdinand Andri Freskomalerei.
Nach ausgiebigen Studienreisen durch Europa, den Vorderen Orient und Nordafrika begann er seine Lehrtätigkeit an der Realschule in Bruck an der Mur, wo er von 1931 bis 1941 unterrichtete.
1937 "entdeckte" er in der Sankt Ruprecht Kirche in Bruck an der Mur ein etwa 50 Quadratmeter großes gotisches Fresko aus dem Jahr 1416. Die etwa 90 von ihm freigelegten und restaurierten Figuren erregten in Österreich einiges Aufsehen.
Von 1941 bis 1945 war Edmund Stierschneider in Frankreich und Russland als Kriegsmaler der Propagandakompanie eingesetzt, dabei entstand ein umfangreiches Werk an Zeichnungen und Gemälden vom Kriegsgeschehen an der Front.
Nach Kriegsende flüchtete die Familie zu Verwandten nach Oberalm, wo er als freischaffender Maler an der Gründung eines Puppentheaters arbeitete. Sobald wie möglich trat er im Bundesrealgymnasium Salzburg wieder als Kunstlehrer in den Schuldienst ein.
Neben seiner Lehrtätigkeit entstanden zahlreiche Fresken, Portraits und märchenhafte Naturbilder.
Nach 1947 wurde Edmund Stierschneider Mitglied der Kunstgemeinschaft Tennengau.

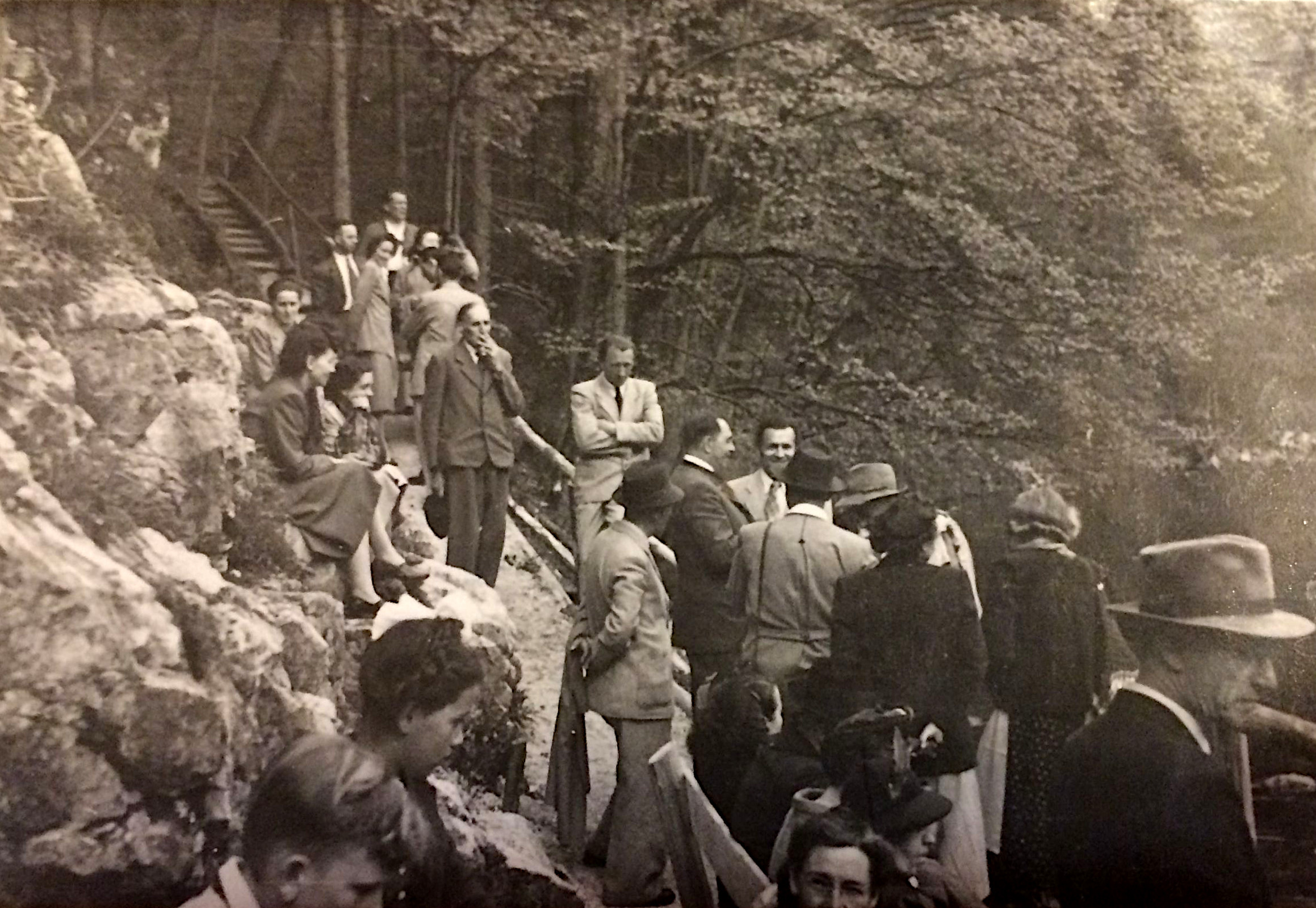
Edmund Stierschneider im Zentrum des Fotos. Ausflug der Kunstgemeinschaft Tennengau auf den Dürrnberg über den Knappensteig.

Das Bundesgymnasium und Bundesrealgymnasium Hallein wurde wesentlich durch Edmund Stierschneiders Engagement gegründet. Er setzte sich unermüdlich für die Schaffung einer Expositur des Bundesrealgymnasiums Salzburg in Hallein ein und schuf für diesen Zweck 1952 sogar ein eigenes Medium, die "Halleiner Zeitung". 1954 hatten seine Bemühungen um eine Zweigstelle seiner Schule in Hallein Erfolg, und 1965 konnte das Gymnasium Hallein als selbständige Schule eröffnet werden.
Fasziniert von Richard Teschners Figurenspiegel, bekam das Ehepaar Stierschneider eine private Führung in das Bühnenzauberreich Teschners in Wien. Seine Leidenschaft für das Puppenspiel lebte er bereits im Rahmen des Unterrichts in Bruck an der Mur. Nach dem Krieg entwickelte sich langsam das Spiel mit Handpuppen zu einem größeren Vorhaben. Hans Baier fertigte, nach Entwürfen Edmund Stierschneiders, in der Bildhauerschule Hallein mit seinen Schülern Puppenköpfe und Frau Stierschneider nähte die Kleider. Die erste öffentliche Aufführung fand im April 1948 in Puch bei Hallein statt. Ab 1950 spielte der erfahrener Puppenspieler aus Salzburg Dr. Lepuschitz mit, es gab bis zu fünf Vorführungen am Tag und gespielt wurde im Land Salzburg, in Oberösterreich, der Steiermark und in Bayern. Drei Spiele wurden im Rundfunk übertragen und auch die Austria-Wochenschau zeigte Auszüge der "Halleiner Puppenspiele" in Österreichs Kinos. Bis 1954 fanden mehr als 750 Vorführungen statt und die Besucherzahl ging an die Hunderttausend, aus finanziellen Gründen wurden die öffentlichen Auftritte beendet.
Aus seiner Ehe (1935) mit Hildegard Ruhsam, einer Redakteurstochter aus Wien, entstammen die Kinder Elisabeth und Odo.

## Ausstellungen
- 2001 1Blick - Kunst im Vorhaus. Hallein[5]